# Estación Hatta
La estación Hatta (八田駅 Hatta-eki?) Se encuentra ubicada en el barrio de Hatta, Nakagawa, en la ciudad de Nagoya, prefectura de Aichi, Japón. Funcionan en ella la línea Higashiyama del metro municipal de Nagoya, y la línea principal Kansai de JR Central. La primera es identificada como H-02 y abrió el 21 de septiembre de 1982, mientras que la otra el 1 de febrero de 1928 aunque fue completamente reconstruida y reubicada a 500 m del su lugar original en el 2002. Se puede transbordar con la estación  Kintetsu Hatta de la línea Kintetsu Nagoya.

## Sitios de interés
- Sede de Mitsubishi Heavy Industries.
- Sede de Yamanaka Co., Ltd..
- Oficinas del Banco Gifu Shinkin.
- Oficinas del Banco Hyakugo.
- Ruta prefectural 190.
- Ruta prefectural 229.

## Imágenes

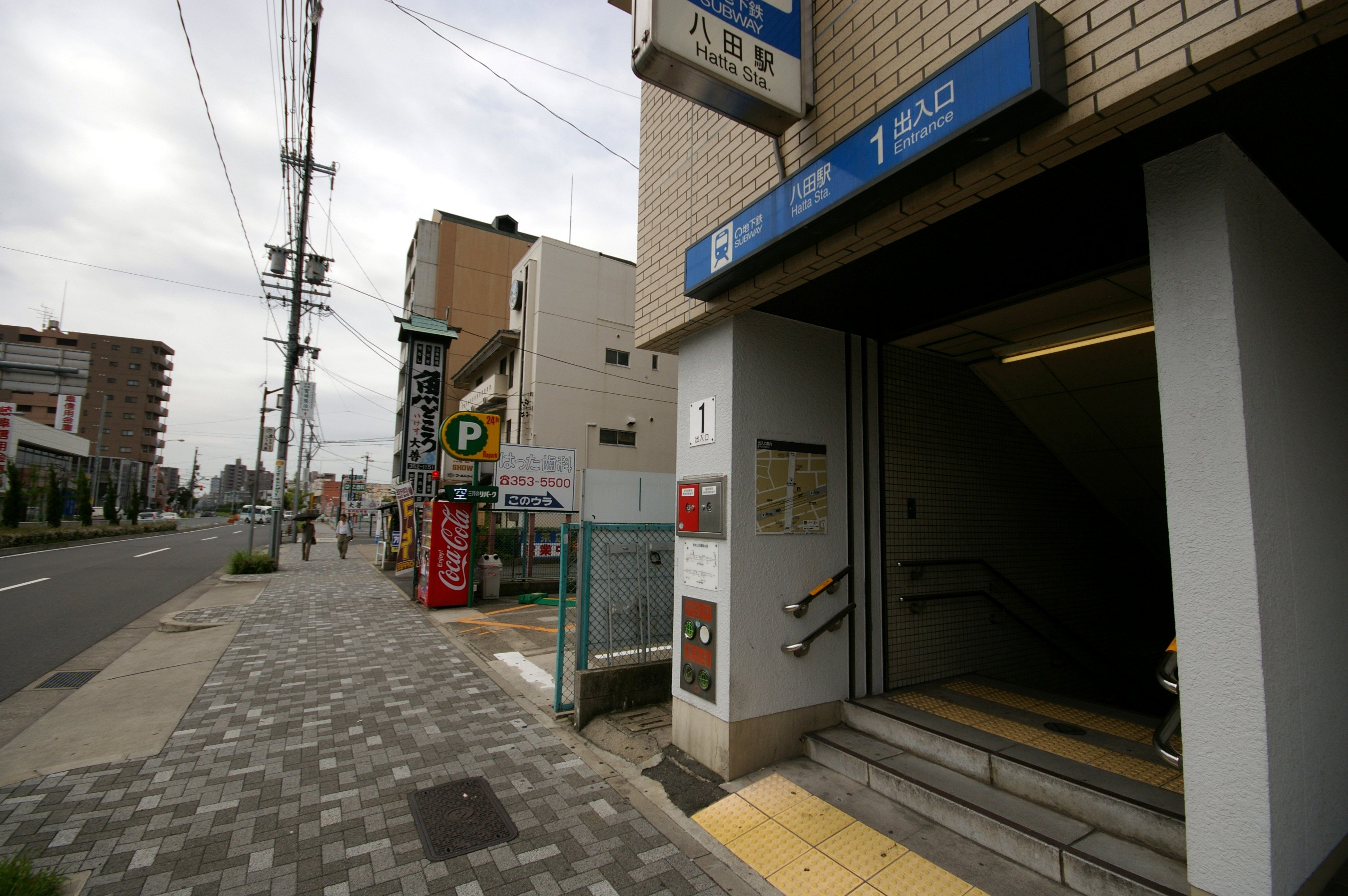
Acceso N° 1 de la línea Higashiyama.
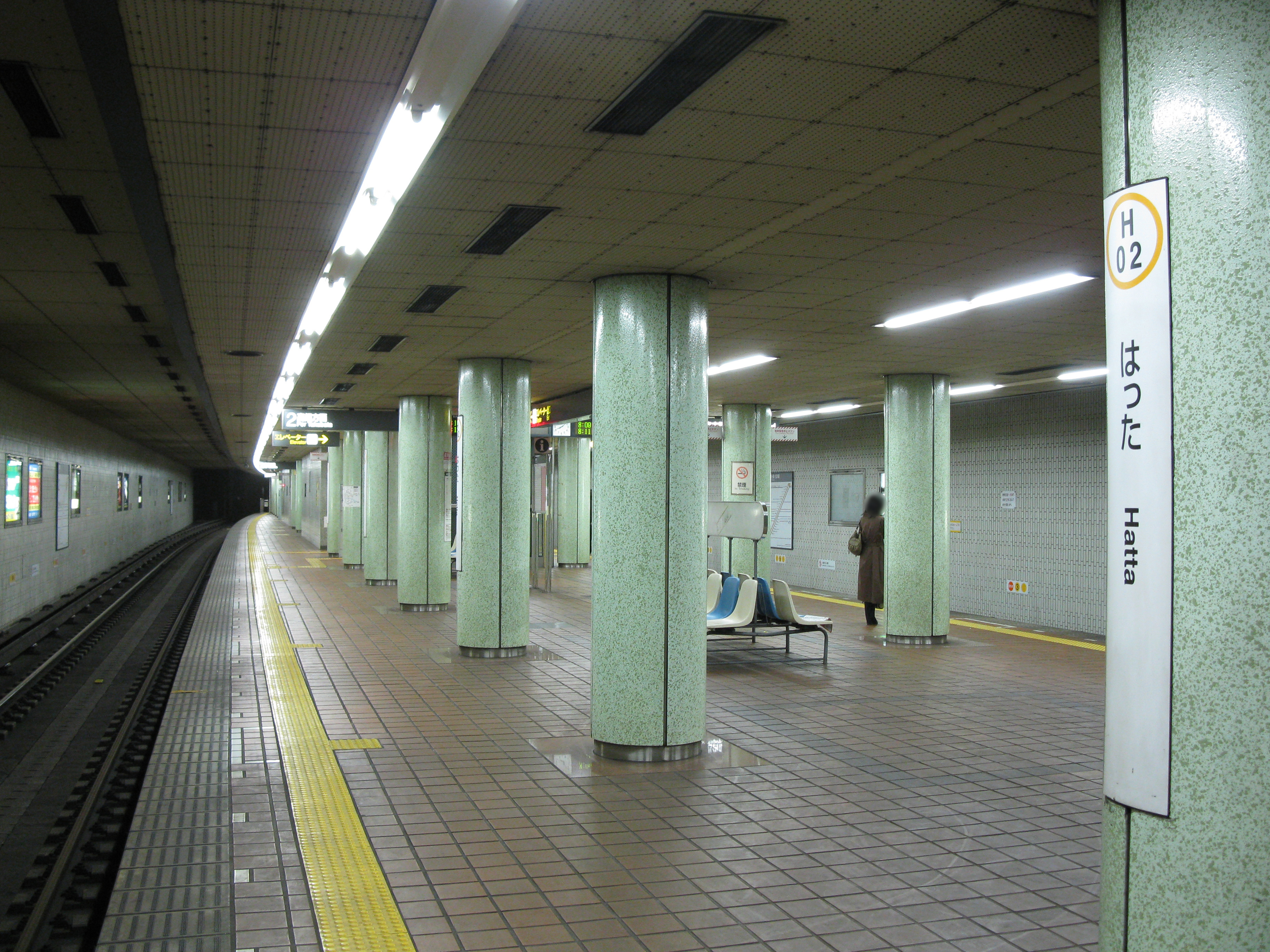
Plataforma de la línea Higashiyama.